# ♅
♅ (unicode U+2645) est le symbole pour :
- la planète du système solaire Uranus.